# 樊尚·福舍
樊尚·福舍（法語：Vincent Faucheux，1982年1月29日—），法国男子赛艇运动员。他曾代表法国参加世界赛艇锦标赛，获得一枚金牌和一枚铜牌，均来自男子轻量级八人单桨有舵手项目。